# Milan Púchly
Milan Púchly (* 6. července 1943) je bývalý slovenský fotbalový útočník.

## Fotbalová kariéra
V československé lize hrál za Slovan Bratislava, Jiskru Otrokovice a Inter Bratislava. Dal 3 ligové góly. Za dorosteneckou reprezentaci nastoupil ve 2 utkáních.

## Ligová bilance
| Ročník                                   | Zápasy | Góly | Minuty | Klub              |
| ---------------------------------------- | ------ | ---- | ------ | ----------------- |
| 1. československá fotbalová liga 1962/63 | 4      | 0    | 237    | Slovan Bratislava |
| 1. československá fotbalová liga 1964/65 | 6      | 2    | 493    | Jiskra Otrokovice |
| 1. československá fotbalová liga 1967/68 | 3      | 1    | 56     | Inter Bratislava  |
| CELKEM                                   | 13     | 3    | 786    |                   |